# Partido Comunitário Nacional
Partido Comunitário Nacional foi um partido político brasileiro atuante entre 1985 e 1992, que mesmo com poucos recursos e espaço eleitoral, conseguiu eleger alguns candidatos. Seu número de registro era o 31, posteriormente usado pelo também extinto PHS.

## Desempenho Eleitoral

### Eleições presidenciais
| Ano  | Imagem | Candidato a Presidente | Candidato a Vice-Presidente | Coligação     | Votos           | Posição |
| ---- | ------ | ---------------------- | --------------------------- | ------------- | --------------- | ------- |
| 1989 |        | Zamir Teixeira (PCN)   | William Pereira (PCN)       | Sem coligação | 187.164 (0,28%) | 15º     |

## Origem e conteúdo programático
O partido surgiu após o fim do regime militar e do bipartidarismo. Com a abertura política em julho de 1985 o gaúcho William Pereira da Silva (Passo Fundo, 1926 - Porto Alegre, 2003) fundou e presidiu o PCN. William foi professor, fotógrafo e político. Integrou os quadros do MDB (Movimento Democrático Brasileiro) nos anos 70. Willian ao criar o PCN idealizou um partido para aglutinar pessoas com ideologia social, nacionalista e democrática em comum que integrassem grupos comunitários pelo país (daí o nome do partido). Portanto, o PCN em sua essência comunitária nada tem a ver com partidos de ideologia comunista ou socialista.
Sua criação foi facilitada pela aprovação, dois meses antes, da Emenda Constitucional nº 25 que, além de permitir a volta do pluripartidarismo, permitiu que demais partidos ainda que em formação apresentassem nominatas de candidatos na eleição constituinte do ano seguinte (1986). Ao ser habilitado pelo TSE, o PCN se organizou em âmbito nacional graças aos esforços de seu fundador e presidente. Assim, em pouco tempo, o partido em sua criação já possuía assinaturas de inúmeros filiados, constituindo comissões regionais provisórias nos Estados de São Paulo, Rio de Janeiro, Paraná, Santa Catarina e Rio Grande do Sul.

### Ideologia e programa partidário
Na época, o PCN foi definido pelo seu fundador como de centro-direita, de fé cristã e católica, com conteúdo programático em defesa do povo brasileiro, do território nacional, dos valores nacionais, da defesa das fronteiras, da democracia, economia, da política e da família brasileira. Também tinha como ideais combater a fome e reduzir impostos nos gêneros e alimentos de primeira necessidade (cesta básica) nas 3 esferas - federais, estaduais e municipais. Também defendia a participação dos empregados no lucro das empresas, bem como apoio em eleições diretas (que ainda não estavam previstas antes da constituinte de 1986).

### Logo e identificação visual
O logo do partido possuía cores em azul, laranja e branco. O símbolo à direita era uma lua crescente (representando crescimento) e 3 estrelas em um fundo azul representando a harmonia entre os 3 poderes (Executivo, Legislativo e Judiciário). As letras P, C e N riscadas em manuscrito, na cor laranja, entre duas faixas horizontais, riscadas em azul.
Em 1985, o PCN utilizava como logo um sol, com as letras da sigla embaixo.
Em 1990 O partido usava a sigla PCN escrita na cor branca com o C levemente abaixo das outras letras

### Sede
O diretório nacional do partido era na Rua Teodoro Sampaio, 954, quase esquina da João Moura, no bairro de Pinheiros, na capital paulista. Um antigo sobrado azul (fachada já demolida e hoje reformado em lojas comerciais) que por bom tempo foi a antiga residência do fundador desde os anos 60 até os anos 90.

## Campanhas políticas e eleições
O partido mesmo recente teve boa atuação eleitoral em SP, obtendo vários membros filiados de diversas regiões da capital. Dentre seus quadros o maior destaque foi o radialista evangélico Francisco Rossi (ex-ARENA e PDS), que disputou pelo PCN a prefeitura de SP em 1985 e, mesmo com uma campanha modesta, foi 4º colocado entre 11 candidatos. Mais tarde, em outro partido (PTB), Rossi foi eleito deputado federal constituinte em 1986. Em 1988 foi eleito prefeito da cidade paulista de Osasco.

### Eleições Gerais e Constituinte de 1986
O PCN participou das eleições constituintes de 15 de novembro de 1986 (municipais, estaduais e federais) com quase 200 candidatos, mas com poucos recursos não elegeu vereadores nem deputados.

### Eleições presidenciais de 1989
Tempos depois nas eleições presidenciais de 1989 (a primeira após a ditadura militar), o PCN nomeou o economista paranaense Zamir José Teixeira como candidato à presidência da República. Até hoje não há detalhes de como seu nome foi indicado como candidato pelo PCN (é mais provável que foi por recursos de campanha). Zamir foi vereador de Campo Mourão/PR, tempos depois estabeleceu seu domicílio eleitoral no Acre. A chapa tinha como vice o presidente e fundador do PCN, William Pereira da Silva. Na época, o partido obteve espaço na propaganda eleitoral gratuita nacional. O PCN mesmo com pouco tempo de duração na tv (60 segundos) chamou a atenção dos eleitores por uma narrativa curiosa. A chamada dizia: 'Vote Zamir - Do Acre à Santa Catarina' (deixando de fora o Rio Grande do Sul, de onde, por ironia, o vice e fundador do partido era nascido). Isso gerou brincadeiras e especulações sobre separatismos. No final, entre 22 candidatos à presidência Zamir ficou em 15º lugar, com 187.155 votos (0,26% dos votos no país).

### Sílvio Santos
Durante a campanha Zamir ofereceu sua candidatura ao apresentador e empresário Silvio Santos, dono do SBT. Ele se interessava em ser candidato a presidente da República, mas não tinha partido. No entanto, mais adiante Sílvio Santos optou pelo PMB (extinto ainda em 1989). Porém, por não cumprir regras de inscricão e estrutura partidária sua candidatura foi impugnada a pedido de outros partidos.
Em 1990 o PCN voltou a disputar novamente, sem sucesso, as eleições para o Congresso Nacional. Nessa ocasião, o partido apoiou a candidatura do deputado Ademar de Barros Filho ao governo do Estado de São Paulo, lançada pelo PRP (Partido Republicano Progressista).
O PCN ainda disputaria suas últimas eleições (municipais) em1992. Porém, com pouco espaço nas campanhas não elegeu nenhum prefeito.

## Declínio e extinção da sigla
Em 1992, após as eleições municipais e o impeachment de Fernando Collor de Mello (PRN), surgiu a necessidade de profundas reformas partidárias no Brasil que visassem acabar com os chamados "partidos de aluguel" (como o próprio PRN de Collor) que abrigassem candidaturas avulsas, bem como restringir a participação de pequenas siglas nos processos eleitorais. Com a nova legislação, foi o "começo do fim" para o PCN. Além disso, seu presidente e fundador, William Pereira da Silva, passou por graves problemas de saúde (sofreu um AVC em 1991) e afastou-se das atividades. Com as dificuldades econômicas, da reforma partidária e das novas regras do fundo eleitoral o partido perdeu condições de se manter. Os demais integrantes do PCN saíram e se filiaram ao PDT, PTB e demais partidos atuais.
Outra questão para o declínio da sigla (muito comum aos pequenos partidos) foi a total falta de renovação na cúpula partidária. A direção do PCN e os recursos do fundo partidário eram centralizados na presidência de forma pessoal (semelhante ao que ocorreu com o PDT de Brizola e o PT de Lula). Assim, sem coligações e com a inércia da própria direção o desligamento de filiados foi gradual e inevitável. O PCN foi se esvaziando até sua completa dissolução e extinção pelo TSE em 1992.
O presidente e fundador do PCN, Willian Pereira da Silva, após sofrer o AVC em 1991 retornou a Porto Alegre/RS e afastou-se da vida pública. Faleceu em 2003.